# Петкер, Борис Яковлевич
Борис Яковлевич Пе́ткер (15 (28) октября 1902 года, Харьков — 30 января 1983 года, Москва) — советский актёр театра и кино. Народный артист СССР (1963). 

## Биография
Родился в 15 октября (по старому стилю) 1902 года в Харькове, в семье винницкого мещанина Янкеля Меер-Гершовича Петкера (1861—?) и Эти-Эстер (Эстры) Довид-Мовшевны Петкер (1871—?). Отец с 1898 года служил приказчиком у харьковского купца первой гильдии Абрама Клейпера. Семья жила на Конторской улице, № 11.
В 1918—1919 годах учился у Михаила Тарханова в Драматической школе литературно-художественного кружка. Тогда же начал сниматься в кино.
В 1919—1920 годах играл в Харьковском театре драмы под руководством Николая Синельникова, работал агитатором в поезде им. И. В. Сталина на Южном фронте.
В 1920—1922 годах обучался в московской драматической студии при «3-м театре РСФСР. Комедия», более известном как Театр Корша, по окончании которой вошёл в труппу театра. Одновременно в 1923—1925 годах играл в Московском театре Сатиры.
В 1933 году после ликвидации Театра Корша Владимир Немирович-Данченко пригласил его во МХАТ вместе с Анатолием Кторовым и Верой Поповой. Во МХАТе Петкер служил до конца жизни. Дебютировал на сцене в роли графа Альбафьорита на премьере обновлённой «Хозяйки гостиницы» Карло Гольдони.
Петкер был известен как характерный актёр с ярким темпераментом, мастер эпизодических ролей, который много времени уделял гриму и мог легко перевоплощаться. По словам Инны Соловьёвой, он был «мастером сценической детали, интонации и жеста, которые как бы маркируют образ, дают его броскую занимательную формулу».
Классическими стали его роли Плюшкина в «Мёртвых душах» по (1934) и Часовщика в «Кремлёвских курантах» Николая Погодина (1942). Среди лучших ролей были Адвокат в «Анне Карениной» и медиум Гросман в «Плодах просвещения» Толстого, ростовщик Салай Салтаныч в «Последней жертве» Островского, фокусник Рахума в «Золотой карете» Леонова и Франтишек Абель в спектакле «Соло для часов с боем» Заградника. Последней ролью актёра стал доктор в спектакле по пьесе Эдварда Олби «Всё кончено».
В 1939 году сменил Виктора Типота на посту художественного руководителя Московского театра миниатюр, продолжив выступать во МХАТе. Помогал ему режиссёр Василий Топорков, имевший большой сценический опыт. Именно Петкер открыл Татьяну Пельтцер для большого зрителя, пригласив её в театр на конферанс в образе женщины из народа, который вскоре стал её «визитной карточкой». Член ВКП(б) с 1945 года.
Работал на радио: записал рассказы А. П. Чехова «Дорогая собака» (1950; в дуэте с А. П. Кторовым) и «Мыслитель» (1960), рассказ Б. Нушича «Ложь» (1957), рассказ А. И. Куприна «Как я был актером» (1960); участвовал в радиопостановках: "Иван Никулин — русский матрос" по Л. Соболеву (1943 г.), «Череп» Н. Хикмета (1952 г.; исполнил роль Комиссионера), «Летучая мышь» И. Штрауса (1953 г.; роль директора тюрьмы Франка),  «Старая скрипка» А. И. Леман (19??; исполнил роль г-на Бено), «Верните плату за обучение!» Ф. Каринти (1963 г.; роль Учителя математики), «Гражданин Фритьоф Нансен» по повести Г. Кублицкого (1966 г.; роль Председателя), «Море любит отважных» по Л. Митрофанову (1969 г.; роль Россомахи) и др. Поставил на радио спектакли «Как ставится пьеса» по рассказу К. Чапека (1956 г.), «Тихий американец» по мотивам одноимённого романа американского писателя Грэма Грина (1957 г.; совм. с П. Кулешовым; исполнил роль Виго), «Топаз» по пьесе М. Паньоля (1960 г.; исполнил роль месье Топаза) и другие. 
Кроме того, выпустил ряд книг как мемуарист: «Это мой мир» (1968), «По дальним странам» (1976), «Исповедь актёра» (1984).

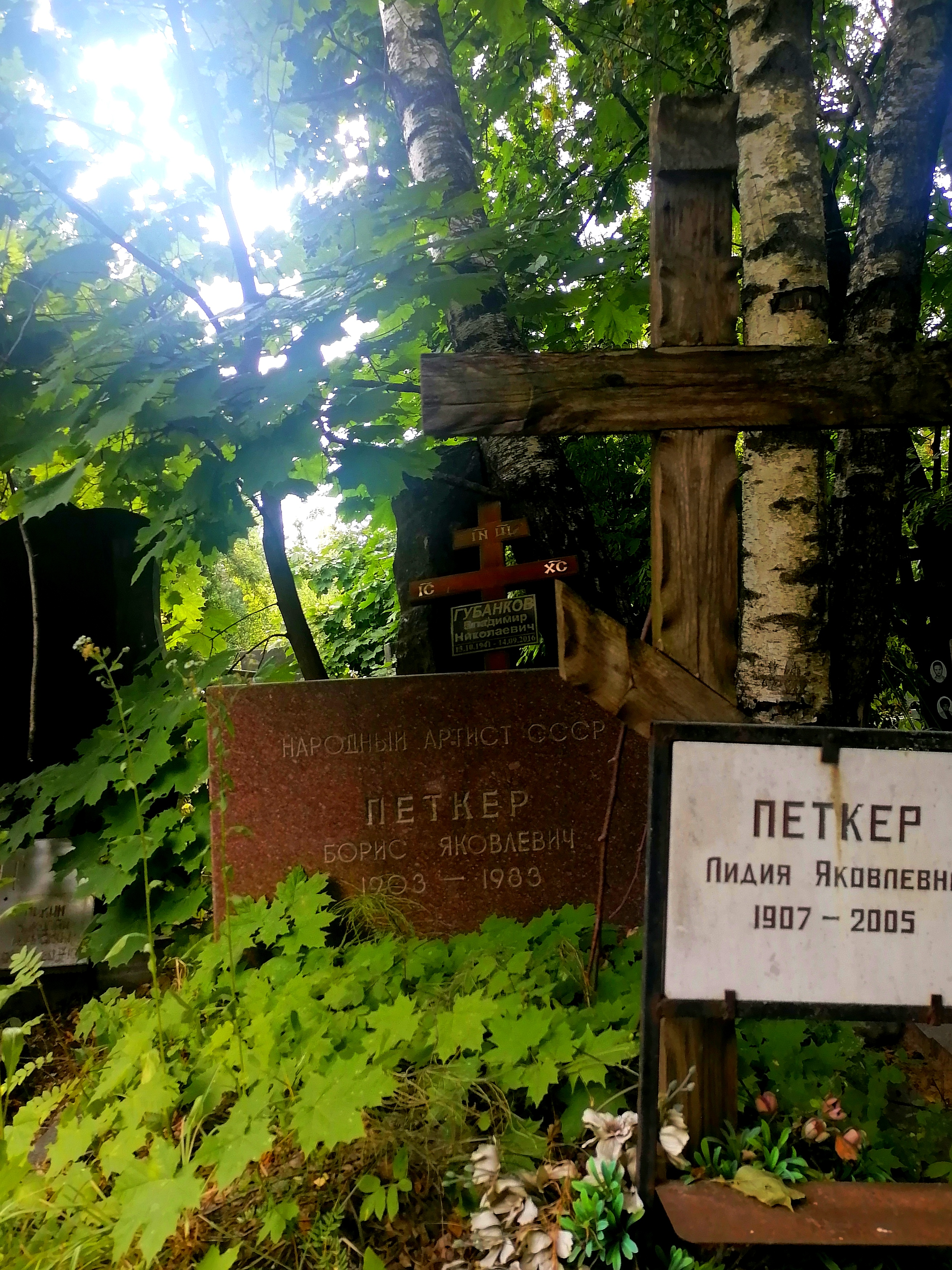
Могила на Кунцевском кладбище

Скончался 30 января 1983 года в Москве. Похоронен на Кунцевском кладбище (10 участок).

## Семья
Жена — Лидия Яковлевна Петкер (1907—2005), актриса Театра Сатиры. 
Сестра — певица Елена Петкер. Сёстры — Мария (1901—?), Ревекка (от первого брака отца, 1893—?), брат (от первого брака отца) Ерахмиель (1891—?).

## Театральные работы

### «3-й театр РСФСР. Комедия» (бывшийТеатр Корша)
- 1927 — «Болото» М. Паньоля — Тамиз
- 1931 — «Строитель Сольнес» Г. Ибсена — Бровик
- 1932 — «Бесприданница» А. Н. Островского — Робинзон

### МХАТ
- 1933 — «Хозяйка гостиницы» К. Гольдони — граф Альбафиорита
- «Воскресение» по Л. Н. Толстому. Постановка Вл. И. Немирович-Данченко — Председатель суда (ввод)
- 1934 — «Мертвые души» по Н. В. Гоголю — Плюшкин
- 1935 — «Царь Фёдор Иоаннович» А. К. Толстого — князь Василий Шуйский
- 1935 — «Враги» М. Горького. Постановка Вл. И. Немирович-Данченко и М. Н. Кедрова — генерал Печенегов
- 1936 — «Любовь Яровая» К. А. Тренёва. Постановка Вл. И. Немирович-Данченко — Малинин
- 1936 — «Безумный день, или Женитьба Фигаро» П. Бомарше — Бридуазон
- 1937 — «Анна Каренина» по Л. Н. Толстому. Постановка Вл. И. Немирович-Данченко — Адвокат
- 1938 — «Горе от ума» А. С. Грибоедова. Постановка Вл. И. Немирович-Данченко — Загорецкий
- 1942, 1956, 1973 — «Кремлёвские куранты» Н. Ф. Погодина. Постановка Вл. И. Немирович-Данченко — Часовщик
- 1944 — «Последняя жертва» А. Н. Островского — Салай Салтаныч
- 1951 — «Плоды просвещения» Л. Н. Толстого — Гросман
- 1957 — «Золотая карета» Л. М. Леонова — фокусник Рахума
- 1961 — «Над Днепром» А. Корнейчука — Чапля
- 1964 — «Зима тревоги нашей» по Дж. Стейнбеку — Марулло
- 1964 — «Три долгих дня» Г. Беленького — Адрэ Лакруа
- 1966 — «Ревизор» Н. В. Гоголя — Хлопов
- 1967 — «Чрезвычайный посол» А. С. и П. Л. Тур — Борг
- 1968 — «Враги» М. Горького — генерал Печенегов
- 1971 — «Потусторонние встреч» по Л. В. Гинзбургу — …
- 1972 — «Кола Брюньон» по роману Р. Роллана — Паяр
- 1975 — «Соло для часов с боем» О. Заградника — Франтишек Абель
- 1977 — «Чеховские страницы» — Жмухин
- 1980 — «Всё кончено» Э. Олби — Доктор

## Фильмография
- 1936 — Девушка спешит на свидание — профессор Фёдоров
- 1939 — Высокая награда — дядя Вася, клоун и дрессировщик собак, шпион
- 1939 — Ошибка инженера Кочина — портной Гуревич
- 1940 — Голос Тараса — Шевчук, директор гимназии
- 1942 — Боевой киносборник № 10
- 1947 — Весна — директор театра оперетты
- 1950 — Секретная миссия — немецкий промышленник
- 1953 — Анна Каренина (фильм-спектакль) — адвокат
- 1956 — Карнавальная ночь — клоун Топ (он же Сидоров)
- 1957 — Борец и клоун — Джузеппе Труцци
- 1958 — Девушка с гитарой — Старобарабанцев
- 1958 — Я не могла сказать… (короткометражный) — врач в санатории
- 1959 — Произведение искусства (короткометражный) — Ухов, адвокат
- 1960 — Мёртвые души (фильм-спектакль) — Плюшкин
- 1967 — Кремлёвские куранты (фильм-спектакль) — Часовщик
- 1970 — Кремлёвские куранты — Часовщик
- 1972 — Враги (фильм-спектакль) — Печенегов
- 1977 — Чеховские страницы (фильм-спектакль) — Жмухин
- 1979 — Мёртвые души (фильм-спектакль) — Плюшкин
- 1980 — Альманах сатиры и юмора (фильм-спектакль) по рассказу А. П. Чехова — «Дорогая собака»

### Озвучивание
- 1954 — Милый друг — Вальтер (роль Р. Лефевра)

## Награды и звания
- Заслуженный артист РСФСР (1938)
- Народный артист РСФСР (26.10.1948)
- Народный артист СССР (31.01.1963)[16]
- Орден Трудового Красного Знамени (1972)
- Орден Дружбы народов (1982)
- Орден «Знак Почёта» (26.10.1948)[17]
- Медаль «За оборону Москвы» (1946)
- Медаль «В память 800-летия Москвы» (1947)